# Тисон, Элой
Эло́й Тисо́н (исп. Eloy Tizón, 1964, Мадрид) — испанский писатель.

## Творчество
Единодушно относится критикой к наиболее интересным и перспективным авторам 1990-х — 2000-х годов. Публикуется как журналист, выступает как литературный критик и рецензент. Преподает литературное мастерство в Писательской школе (Мадрид) и др. культурных центрах.

## Книги
- La página amenazada (1984, стихи).
- Velocidad de los jardines (1992, новеллы; по оценке газеты El País, одна из наиболее интересных испанских книг последней четверти века, в Интернете названа среди трех лучших книг последнего двадцатипятилетия)
- Seda salvaje (1995, роман; финалист премии Эрральде за роман)
- Labia (2001, роман; причислен к числу испанских книг года — )
- La voz cantante (2004, роман)
- Parpadeos (2006, новеллы; премия испанской критики Буря в стакане); Рецензия Андреса Неумана)
- Técnicas de iluminación (2013, роман; премия испанской критики Буря в стакане за лучшую книгу года).

## Творческие ориентиры
Среди своих ориентиров называет новеллистику Чехова, Чивера, Кортасара, романы Пруста, Набокова, Беккета, Кафки, Клариси Лиспектор, Джуны Барнс, Хуана Карлоса Онетти.

## Признание
По опросу 50 литературных критиков журналом La Clave в 2003, Элой Тисон — один из двадцати наиболее многообещающих личностей в современной испанской культуре.